# TAKAO 599 MUSEUM
TAKAO 599 MUSEUM（タカオゴーキューキューミュージアム）は、東京都八王子市高尾町にある市立自然史博物館。

## 概要
TAKAO 599 MUSEUMは、八王子市の南部、高尾山東側の麓の旧・東京都高尾自然科学博物館跡地に位置し、「観光」・「学習」・「交流」の3つの機能を併せ持ち、高尾山に生息する動植物の展示や映像などを行う入館無料の自然史博物館である。施設名は高尾山の標高・599mに因んで名付けられた。
東京近郊の低山地である高尾山は古くから信仰の場であり、今日まで自然のままの状態で保たれてきたことから豊かな生態系を持ち、山内で見られる植物はイギリス全土に自生する植物の種類の数に匹敵する約1600種に及ぶほか、箕面山（大阪府箕面市）や貴船山（京都府京都市）と並んで数1000種の昆虫が生息する三大昆虫生息地としても知られ、昆虫愛好家の聖地ともいわれている。
同館は、羽ばたいている昆虫の一瞬の姿をとらえた昆虫標本など様々な自然物を展示して来館者に伝えている。展示植物はアクリルに納められた樹脂標本で、植物は美術品のように扱われ展示されている。また、四季の移り変わりを描いた映像が、ムササビやイノシシなどの剥製を配した壁面に映し出される。

## 沿革
- 2004年（平成16年）3月 - 東京都高尾自然科学博物館が閉館し、跡地と所蔵資料が八王子市に移管。
- 2005年（平成17年） - （仮称）高尾の里整備検討協議会が設置され、「高尾の自然、歴史文化や市全体の伝統文 化の発見・発信の場」というコンセプトが纏められる。
- 2015年（平成27年）8月11日 - 「TAKAO 599 MUSEUM」がオープン。

## 建築概要
- 敷地面積 - 6310.63m2（高尾森林ふれあい推進センター建物付帯設備除く）
- 建築面積 - 1260.45m2
- 延床面積 - 1441.67m2
- 構造・規模 - 鉄筋コンクリート造、一部鉄骨造、地上2階建
- 施設内容
  - 1階 - 休憩施設（カフェ、ショップ）、展示施設（ギャラリー）、事務室、防災倉庫、授乳室
  - 2階 - 交流施設（市民ギャラリー）
  - 設備 - 博物館法上の登録博物館、博物館相当施設に該当しない
  - 屋外 - 芝生広場、じゃぶじゃぶ池
- 建築主 - 八王子市産業振興部観光課
- 設計・監理 - 東畑建築事務所
- アートディレクション - 大黒大悟
- 展示製作 - 内田洋行
- 映像制作 - 柴田大平
- 映像音楽 - 阿部海太郎、小山田圭吾
- 植物標本制作 - 国陽工芸
- 昆虫標本制作 - むし社

## 利用情報
- 開館時間 - 年中無休（メンテナンス等での休館日がある[2]）
  - 4月～11月 午前8時～午後5時（入館は午後4時30分まで）、但し、イベント開催等で異なる場合がある
  - 12月～3月 午前8時～午後4時（入館は午後3時30分まで）、但し、イベント開催等で異なる場合がある
- 入館料 - 無料（イベント、特別展示会等で有料の場合がある[2]）
- カフェ - 年中無休
  - 4月～11月 午前11時～午後5時（午後4時30分ラストオーダー）
  - 12月～3月 午前11時～午後4時（午後3時30分ラストオーダー）
- 駐車場 - 無し

## 交通アクセス
- 京王線 - 高尾山口駅より徒歩約4分

## ギャラリー
- 博物館の展示室（2017年11月撮影）
- 同左、映像展示（2017年11月撮影）
- 同左、2階から展示室を見る（2017年11月撮影）
- 同左、カフェ（2017年11月撮影）
- 同左、カフェ（2017年11月撮影）
- 隣接する高尾森林ふれあい推進センター（2017年11月撮影）

## 周辺情報
- 高尾山口駅
- 高尾駅
- 山麓駅
- 氷川神社
- 高尾山自動車交通安全祈祷殿
- 高尾森林ふれあい推進センター
- 高尾山トリックアート美術館

## 関連文献
- 『高尾599ミュージアムネイチャーブック』TAKAO 599 MUSEUM、2015年11月
- 『ブレーン』「高尾山のふもとに誕生した異色の自然博物館 TAKAO 599 MUSEUM 八王子市」2016年1月
- 『都市公園』川口貴弘著「整備 高尾山のふもとに誕生した TAKAO 599 MUSEUM 」2016年3月